# 马继龙
马继龙（?—?），字云卿，号梅樵，回回人，云南永昌人，明朝诗人。
嘉靖二十五年（1546年）举人，曾在四川任职，官至南京兵部车驾司员外郎。著有《梅樵集》，未刊。诗作抒发壮志未酬、仕途失意。他还有不少怀古之作，苍劲古朴，语言清新凝炼。